# Питак, Карел
Ка́рел Пи́так (чеш. Karel Piták, родился 28 января 1980 года в Градец-Кралове) — чешский футболист, полузащитник. Чемпион Европы 2002 года среди молодёжных команд.

## Карьера

### Клубная
Воспитанник школы ФК «Градец-Кралове», начинал в этом клубе свою карьеру. В 2001 году перешёл в пражскую «Славию». Будучи номинальным нападающим, в «Славии» переквалифицировался в полузащитника и довольно быстро стал игроком основного состава. В составе пражского клуба Карел завоевал в 2002 году Кубок Чехии.
Летом 2006 года Питак был продан в австрийскую команду «Ред Булл», с которой в 2007 и 2009 годах завоёвывал титул чемпиона. В матче первенства 2009 года при 16 сыгранных встречах получил серьёзную травму (разрыв крестообразных связок), из-за которой выбыл до конца сезона. В следующем сезоне выступал преимущественно во втором составе, а летом 2010 года перешёл в «Баумит Яблонец».

### В сборной
Выступал за юношеские сборные Чехии до 18 и 20 лет, в составе молодёжной сборной в Швейцарии выиграл чемпионат Европы в 2002 году, проведя 4 матча и получив две жёлтые карточки. В сборной Чехии дебютировал в марте 2006 года матчем против Турции. Всего провёл 3 игры за основную сборную.

## Статистика выступлений за сборную
| Матчи Карела Питака за сборную Чехии | Матчи Карела Питака за сборную Чехии | Матчи Карела Питака за сборную Чехии | Матчи Карела Питака за сборную Чехии | Матчи Карела Питака за сборную Чехии | Матчи Карела Питака за сборную Чехии | Матчи Карела Питака за сборную Чехии |
| ------------------------------------ | ------------------------------------ | ------------------------------------ | ------------------------------------ | ------------------------------------ | ------------------------------------ | ------------------------------------ |
| №                                    | Дата                                 | Оппонент                             | Счёт                                 | Голы                                 | Соревнование                         |                                      |
| 1                                    | 1 марта 2006                         | Турция                               | 2 : 2                                | -                                    | Товарищеский матч                    |                                      |
| 2                                    | 16 августа 2006                      | Сербия                               | 1 : 3                                | -                                    | Товарищеский матч                    |                                      |
| 3                                    | 22 августа 2007                      | Австрия                              | 1 : 1                                | -                                    | Товарищеский матч                    |                                      |

## Титулы
- Чемпион Европы среди молодёжных команд: 2002
- Обладатель Кубка Чехии: 2001/02, 2012/13
- Чемпион Австрии: 2006/07, 2008/09, 2009/10